# 史泰南
史泰南（德語：Dominik Stener，1916年—2002年3月），瑞士出身，白冷外方傳教會神父，長年在臺灣臺東縣成功鎮、長濱鄉傳教，並成立花東地區第一個儲蓄互助社，幫助當地阿美族養成儲蓄習慣。

## 生平
1916年，史泰南生於瑞士，二十七歲受封為神父，三年後派往中國大陸傳教四年，又轉至美國、日本等地九年後，至臺灣臺東縣大武鄉大溪天主堂三年多。
史泰南來成功鎮後，負責白桑安、僅那鹿角、烏石鼻、膽曼、宜灣等部落傳教。1963年，他剛到宜灣部落傳教時，就穿著阿美族服裝上台主持彌撒，讓現場包含白冷會的傳教士、修女的全場民眾瞠目結舌。對當地人來說，此位神父總一臉鬍鬚、嘴角懸著一個大煙斗、用「天主保佑」當問候語，孩童還喜歡拉他的鬍鬚。他宿舍沒有電器品、出門總走路，平日就在教會旁的菜園種菜。他會教原住民種菜，省去向漢人買菜的支出。
曾與史泰南一起把《聖經》用羅馬拼音翻譯成阿美族語的黃貴潮回憶，史神父會嘗試融入原住民文化，與村民唱歌、跳舞、喝酒、抽煙，也因神父的態度，使宜灣部落的阿美族舞蹈、歌謠、服飾都是花東海岸沿線各部落中最傳統、也是發展性最豐富的。史神父也突破宗教禁忌，協助村落恢復舉辦豐年祭。
當時宜灣天主堂建築常受颱風影響傳教，面臨龐大的財務壓力，原住民信徒經濟拮据，於是他就依靠在瑞士、紐西蘭的兩位弟弟、還有三個姐妹出資修復，其他七處天主堂也是他親友慷慨捐款完成改建。
史泰南也是首位將儲蓄互助觀念帶到花東海岸原住民部落的神父。曾和他一同推廣儲蓄互助社觀念的賴春水回憶，1960年代，互助社觀念正在臺灣西部推動，史神父想把這套制度帶到部落時，卻面臨當時的原住沒有儲蓄習慣的困難，於是挑選了幾位與教會互動較密切的部落知識份子，帶隊到其他地方參觀別人成功的案例。
1965年，耶穌會選派神父汪德明、杜華及教友牟文熙、吳秋霖等四人，參加亞洲社會經濟生活協會在曼谷舉辦的社會行動領導者研討會，使臺灣首度接觸儲蓄互助社運動。1967年，史神父選派阿美族原住徐進平、賴春水兩人到台中參加互助社專業講習，回來後再廣為鼓吹而於臺東各地天主堂成立互助會。史泰南成立花東第一個儲蓄互助社，並將薪餉投入互助社。為達到高存款率目標，由幹部都劃分責任區，鼓勵社員定存，每回社員大會表揚績優存款社員，教育族人儲蓄互助觀念。此舉是讓原住民有急需不必擔保即可借貸，免除受高利貸剝削。像位在長濱鄉寧浦村瀕臨太平洋的膽曼社區，無富饒的土地可供耕作，當地阿美族人大都討海捕魚維生，生活窮困，在1968年成立導明儲蓄互助社後，又逢1970到1980年代西部臺灣建築業蓬勃，村民改從事建築，錢存在此，至1992年總資產突破1億。
史泰南到晚年時都還是洗冷水澡，卻很少去醫院，直到2001年5月返回瑞士老家醫治舊傷，9月回成功鎮宜灣部落。2003年3月，他因急性心肌梗塞辭世，在28日告別式上，宜灣部落原住民悲慟地圍繞在身旁緊握其手、撫面哀戚。他在宜灣天主堂的墳墓，同年被鎮公所列為旅遊景點。膽曼居民黃瑞玲除緬懷史泰南對於儲蓄的貢獻外，還形容神父就如軟熟的柿子自然落土，長眠於一生耕耘的土地上，與村民沒有距離的共住一起。
至2005年，史神父當初成立的導明儲蓄互助社，至總資產已超過新台幣3億元，無呆帳、負債，居原住民儲蓄互助社第一，社員1228人，每戶以儲蓄為20萬元上下居多。